# ويكاموس
ويكاموس (دمج كلمتي ويكي وقاموس) هو مشروع مُتعدد اللغات، أحد مشاريع مؤسسة ويكيميديا على شبكة الإنترنت يهدف إلى إيجاد قاموس حر بلغة الويكي لكل اللغات. يتم تحريرها بشكل تعاوني عن طريق ويكي، وهو متاح في 172 لغة من بينها العربية. مُعظم مفردات اللغة في ويكاموس توفر تعريفات وترجمات للكلمات إلى لغات عديدة، وبعض المفردات متصلة بمعلومات إضافية موجودة عادة في المكنز أو المعجم اللغوي، كما تضم مرادفات الكلمة.

## التاريخ والتطور
بدأت النسخة الإنجليزية منه في 12 ديسمبر 2002 بعد إقتراح من دانيال الستون وفكرة لاري سانجر المؤسس المشارك لويكيبيديا، في 28 آذار (مارس) 2004، بدأ أول تحرير بغير الإنجليزية باللغتين الفرنسية والبولندية ثم تبعتها اللغات الأخرى. بدأت النسخة العربية في 5 مايو 2004. تم إستضافة ويكاموس على اسم نطاق مؤقت (wiktionary.wikipedia.org) حتى 1 مايو 2004، حيث تحولت إلى اسم النطاق الحالي. في نوفمبر 2016، أصبح ويكاموس يضم أكثر من 25.9 مليون إدخال عبر التحرير. أكثر تحريرات اللغة تعود لويكاموس الإنجليزي، مع أكثر من 6.5 ملايون مدخل، يليه ويكاموس الفرنسي بأكثر من 4 ملايين مدخل، ثم ويكاموس الملغاشي بأكثر من 1.5 مليون مدخل. يوجد أربعة وأربعون إصدارًا من ويكاموس تحتوي الآن على أكثر من 100,000 مدخل لكل منها.

## معايير ضمان الدقة
لضمان الدقة، لدى ويكاموس الإنجليزي سياسة تتطلب أن تكون مصدقة الشروط. يجب التحقق من المصطلحات باللغات الرئيسية مثل الإنجليزية والصينية من خلال:
1. استخدام واضح وواسع الانتشار، أو
2. مستخدم في وسائط مسجلة بشكل دائم، تنقل المعنى، في ثلاث حالات مستقلة على الأقل تمتد لمدة عام على الأقل.

بالنسبة للغات الأقل توثيقًا مثل الخور واللغات المنقرضة مثل اللاتينية، يعد استخدام واحد في وسيط مسجل بشكل دائم أو ذكر واحد في عمل مرجعي تحقيقًا كافيًا.

## متعدد اللغات
اعتبارًا من فبراير 2021، وصل مواقع ويكاموس إلى 180 لغة منها 156 نشطة و24 مغلقة. المواقع النشطة بها 43٬304٬001 مقالاً، والمواقع المغلقة بها 339 مقالة. هناك 7٬500٬242 مستخدم مسجل، منهم 6٬178 نشيطون مؤخرًا.
للحصول على قائمة كاملة بالمجاميع، انظر إحصائيات ويكيميديا:

## استقبال نقدي
كان الاستقبال النقدي لـ ويكاموس مختلطًا. في عام 2006، كتبت جيل ليبور في مقال بعنوان «سفينة نوح» لصحيفة نيويوركر،
ليس هناك رفع للأيدي في ويكاموس. لا يوجد حتى هيئة تحرير. «كن مؤلف المعاجم الخاص بك!»، قد يكون شعار ويكاموس. من يحتاج خبراء؟ لماذا ندفع نقودًا جيدة مقابل قاموس كتبه مؤلفو المعاجم بينما يمكننا تجميع أحدهم معًا؟ ويكاموس ليست جمهورية أو ديمقراطية مثل الماويية. وهي جيدة فقط مثل الكتب المنتهية حقوق النشر التي يُسرق منها.
كانت مراجعة كير غراف لـ بوكليست أقل أهمية:
هل يوجد مكان ويكاموس؟ مما لا شك فيه. الصناعة وحماس العديد من المبدعين دليل على وجود سوق. ومن الرائع أن يكون لديك مصدر قوي آخر لاستخدامه عند البحث عن المصطلحات الغريبة التي تظهر في عالم اليوم سريع التغير وبيئة الإنترنت. ولكن كما هو الحال مع العديد من مصادر الويب (بما في ذلك هذا العمود)، فمن الأفضل استخدامه من قبل المستخدمين المتطورين بالاقتران مع مصادر أكثر شهرة. 
توجد إشارات عابرة في المنشورات الأخرى وجزء من مناقشات أكبر لويكيبيديا، ولا تقد أكثر من التعريف، وقد وصفها ديفيد بروكس في ناشوا تلغراف بأنها «جامحة وصوفية». أحد العوائق التي تحول دون التغطية المستقلة لويكاموس هو التشويش المستمر على أنها مجرد امتداد لويكيبيديا. في عام 2005، صنفت مجلة بي سي ويكاموس كواحد من «أفضل 101 موقع ويب» على الإنترنت، لكن بتقديم القليل من المعلومات حول الموقع.
أظهر مقياس صحة التصريفات لمجموعة فرعية من الكلمات البولندية في ويكاموس الإنجليزية أن هذه البيانات النحوية مستقرة للغاية. فقط 131 من أصل 4748 كلمة بولندية صححت بيانات التصريف الخاصة بها.

## هوامش
1. ↑  Wiktionary total article counts are here. Detailed statistics by word type are available here .
2. ↑  The full article is not available on-line.[9]
3. ↑  In this citation, the author refers to Wiktionary as part of the Wikipedia site: Adapted from an article by Naomi DeTullio (2006). "Wikis for Librarians" (PDF). NETLS News #142. Northeast Texas Library System. ص. 15. مؤرشف من الأصل (PDF newsletter) في 2007-06-05. اطلع عليه بتاريخ 2007-04-21.

## وصلات خارجية
- الموقع الرسمي
- ويكاموس العربي